# Mormopterus acetabulosus
Mormopterus acetabulosus es una especie de murciélago de la familia Molossidae.

## Distribución geográfica
Se encuentra en las islas de Mauricio. Hay cuatro registros dudosos: uno en Madagascar, dos en Sudáfrica (ambos cerca de Durban, uno en 1833 y otro sin fecha), y uno en Etiopía (entre los distritos de Shoa y el lago Rudolph).